# North Amityville
North Amityville és una concentració de població designada pel cens dels Estats Units a l'estat de Nova York. Segons el cens del 2000 tenia 16.572 habitants.

## Demografia
Segons el cens del 2000, North Amityville tenia 16.572 habitants, 5.045 habitatges, i 3.460 famílies. La densitat de població era de 2.633,1 habitants per km².
Dels 5.045 habitatges en un 33,6% hi vivien nens de menys de 18 anys, en un 37,5% hi vivien parelles casades, en un 25,6% dones solteres, i en un 31,4% no eren unitats familiars. En el 25,7% dels habitatges hi vivien persones soles el 12% de les quals corresponia a persones de 65 anys o més que vivien soles. El nombre mitjà de persones vivint en cada habitatge era de 3,24 i el nombre mitjà de persones que vivien en cada família era de 3,84.
Per edats la població es repartia de la següent manera: un 29,8% tenia menys de 18 anys, un 9,1% entre 18 i 24, un 29,3% entre 25 i 44, un 19,9% de 45 a 60 i un 11,8% 65 anys o més.
L'edat mediana era de 33 anys. Per cada 100 dones de 18 o més anys hi havia 76,3 homes.
La renda mediana per habitatge era de 45.084 $ i la renda mediana per família de 49.901 $. Els homes tenien una renda mediana de 35.558 $ mentre que les dones 30.010 $. La renda per capita de la població era de 16.826 $. Entorn del 8,1% de les famílies i el 10,9% de la població estaven per davall del llindar de pobresa.